# Kanton Châteauroux-Sud
Châteauroux-Sud is een voormalig kanton van het Franse departement Indre. Het kanton maakte deel uit van het arrondissement Châteauroux.
Het kanton omvatte uitsluitend een deel van de gemeente Châteauroux.